# Oldenburgisches Infanterie-Regiment Nr. 91

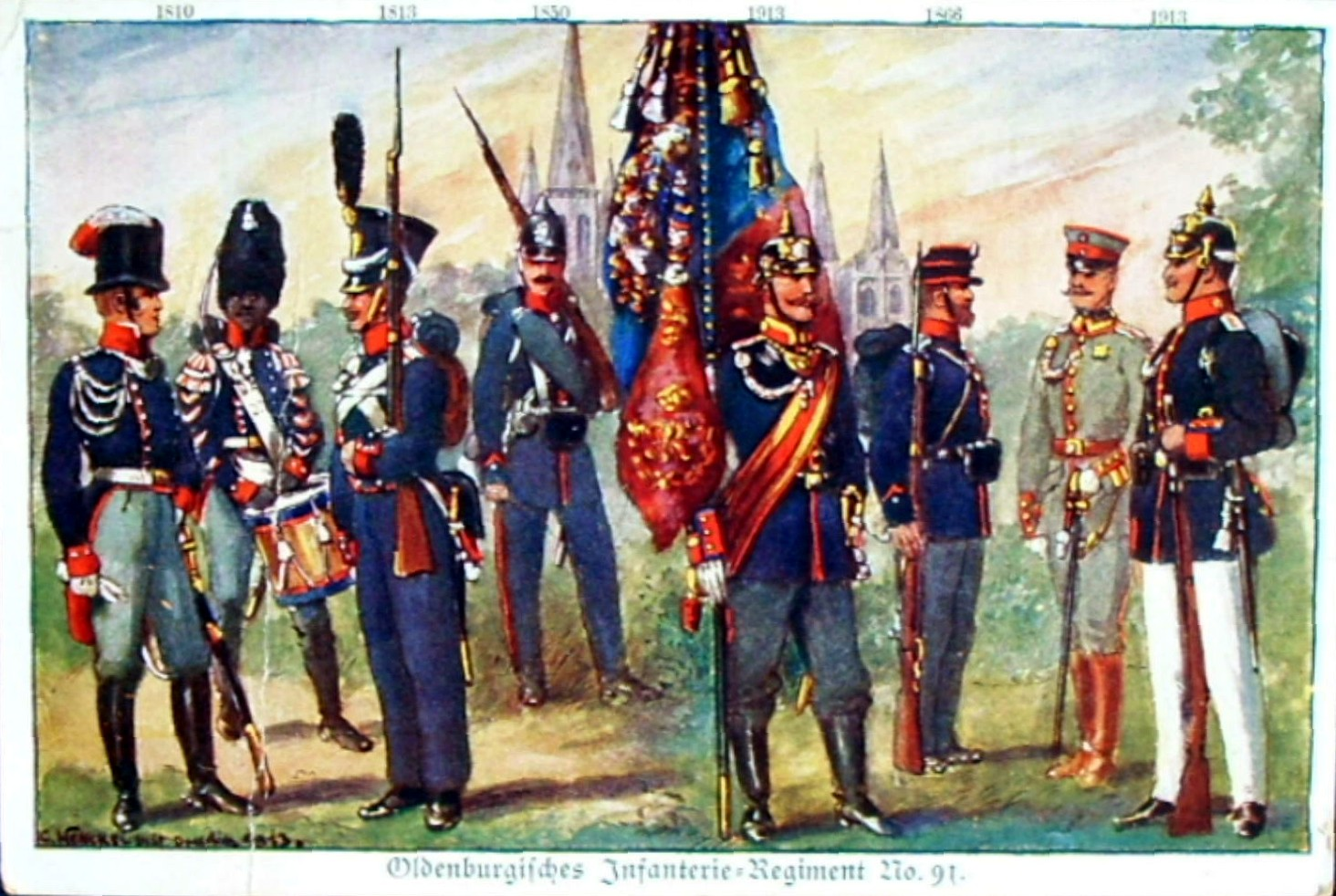
Uniformen

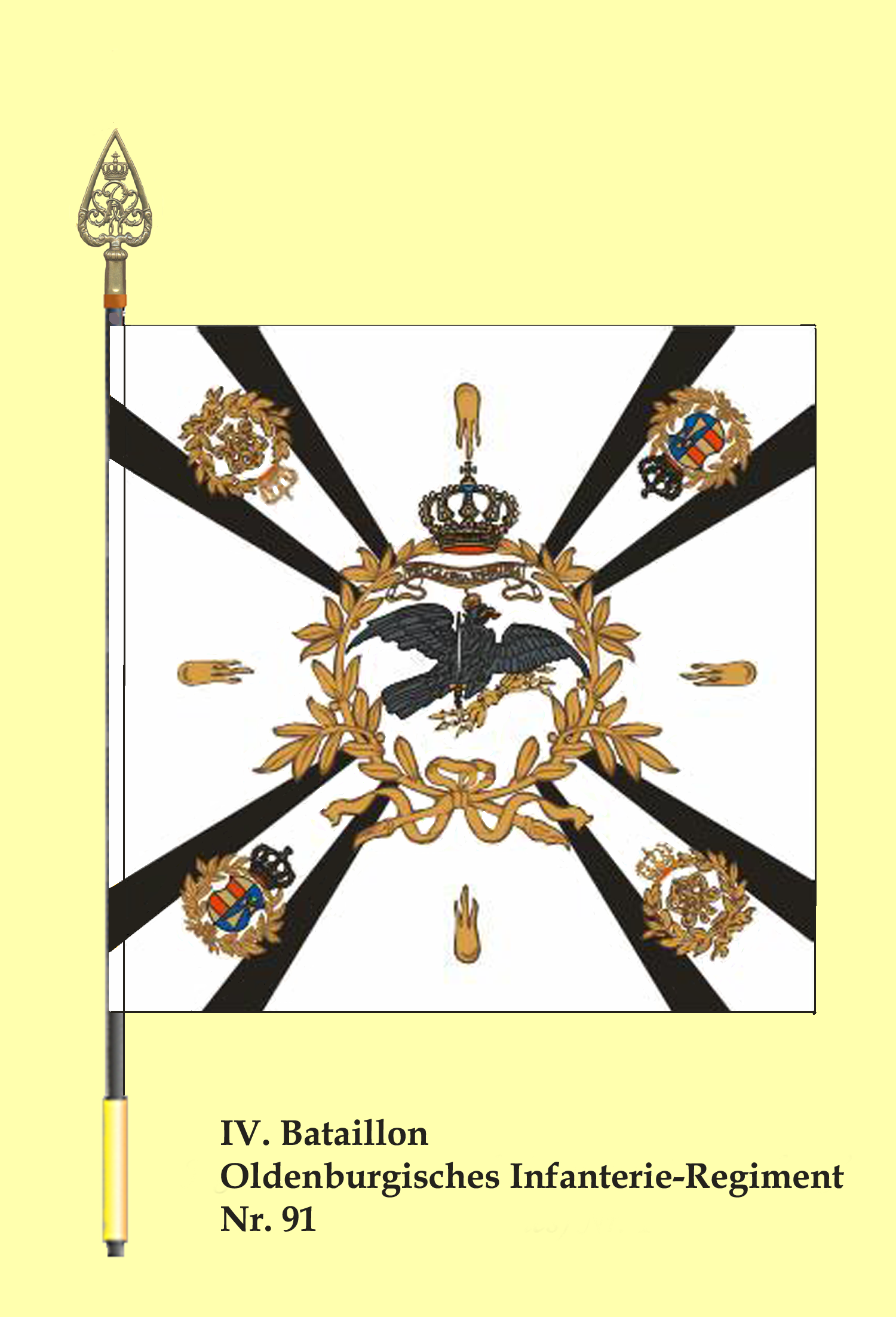
Fahne des IV. Bataillons

Das Oldenburgische Infanterie-Regiment Nr. 91 der Preußischen Armee war der Infanterieverband der Truppen des Großherzogtums Oldenburg im Deutschen Heer. Es war 1867 infolge einer Militärkonvention mit Preußen aus dem Großherzoglich Oldenburgischen Infanterie-Regiment hervorgegangen.

## Gründung
Oldenburg war durch die Zugehörigkeit zu Dänemark lange Zeit ohne eigenes Militär. Nach dem Wechsel der Landesherrschaft bestand ab 1775 nur ein kleines herzogliches „Infanterie-Korps“ mit rein repräsentativen Aufgaben. Ende des 18. Jahrhunderts bestand diese nach ihrem Kommandeur Captain von Knobel benannte Knobelgarde aus nur etwa 50 Mann. Mit dem Beitritt zum Rheinbund 1808 musste Oldenburg eine „Rheinbund-Kontingentstruppe“ aufstellen, die im Wesentlichen aus auswärtig angeworbenen Söldnern bestand. Nach der Annexion Oldenburgs durch das Kaiserreich Frankreich wurde diese Truppe in das Kaiserlich-französische 129. Linieninfanterie-Regiment eingegliedert und im Russlandfeldzug aufgerieben.
Nach der Befreiung von napoleonischer Herrschaft konstituierte sich das Herzogtum neu. Der zurückgekehrte Herzog Peter Friedrich Ludwig führte am Weihnachtstag 1813 die allgemeine Wehrpflicht ein und stellte ein Infanteriekorps aus zwei Bataillonen zu je vier Kompanien auf.
- Siehe auch Einsatz des oldenburgischen Militärs in den Befreiungskriegen.

## Entwicklung

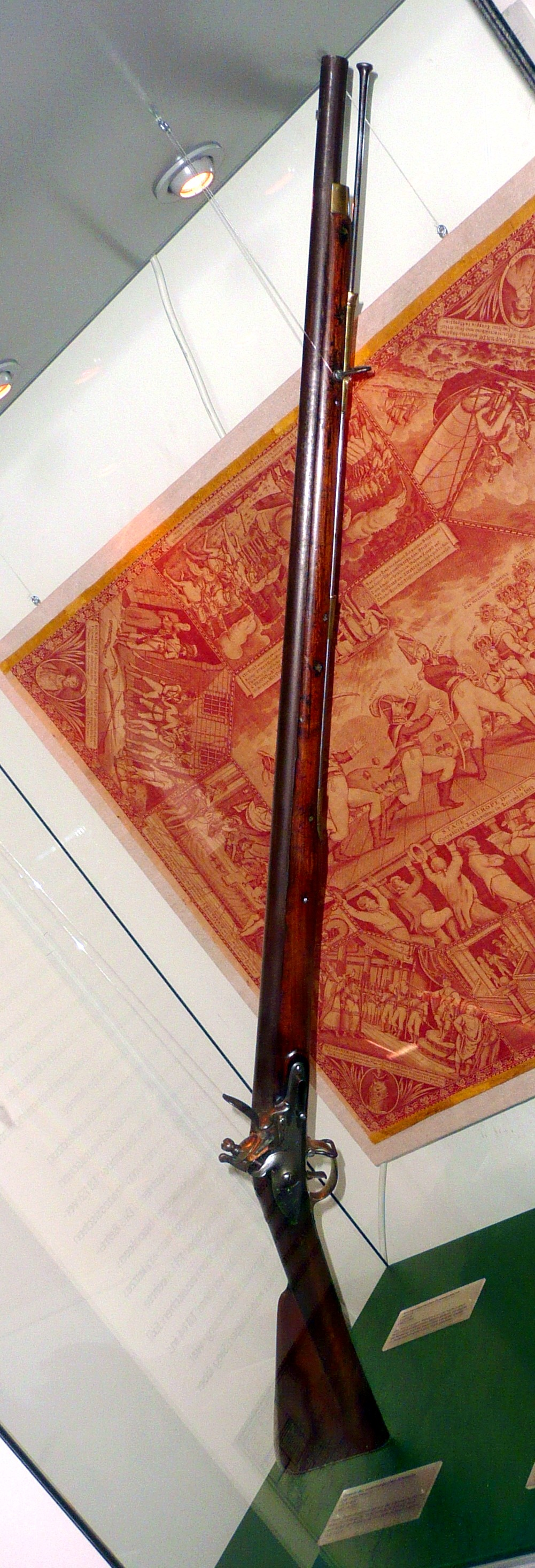
Erstausstattung des Regimentes, das von Großbritannien überlassene India-Pattern-Gewehr

Sowohl die Ausrüstung als auch die Ausbildung der „Oldenburger Infanterie“ verlief zunächst schleppend. Im August 1814 wurde die Truppe dem Kommando des aus Oldenburg stammenden Oberst Wilhelm Gustav Friedrich Wardenburg unterstellt, der während der Befreiungskriege in der Russisch-Deutschen Legion militärische Erfahrungen gesammelt hatte. Die Erstausrüstung der nun als Regiment bezeichneten Truppe geschah mit dem veralteten englischen India-Pattern-Gewehr. Aus den Kämpfen in Frankreich 1815 brachte das Regiment vier Beutegeschütze mit zurück nach Oldenburg. Nach der Rückkehr erhielt das erste Bataillon seine Garnison in Oldenburg. Die Kompanien des zweiten Bataillons wurden auf die Städte Delmenhorst, Jever, Varel und Vechta verteilt.
1821 wurde das Regiment Kontingentstruppe des Deutschen Bundes, dem das zum Großherzogtum erhobene Oldenburg nun angehörte. Zusammen mit der 1820 gegründeten Oldenburgischen Artillerie bildete das Regiment die Oldenburgische Halbbrigade innerhalb des aus den Kontingenten der norddeutschen Bundesstaaten gebildete X. Armeekorps des Bundesheeres. Die andere Halbbrigade bildete die Hanseatische Halbbrigade aus den Kontingenten der Reichsstädte Bremen, Hamburg und Lübeck.
1829/30 wurde das Regiment mit seinen 4 Bataillonen in zwei Regimenter mit jeweils zwei Bataillonen umgegliedert. Weiterhin wurden 1830 für das Regiment neue Steinschlossgewehre bei der Württembergischen Gewehrfabrik beschafft. 1840 führte das Regiment mit dem sogenannten „Virchowschen Gepäck“ ein modernes Marsch- und Sturmgepäck ein und war damit selbst der Preußischen Armee voraus. Durch Ankauf von 4400 neuen Perkussionsgewehren bei Crause in Hamburg wurde die Bewaffnung 1841 erneut modernisiert.
Nach dem Krieg um Schleswig-Holstein 1848/49 wurden die beiden Oldenburger Regimenter 1850 wieder zu einem Oldenburger Infanterie-Regiment vereinigt, das nunmehr drei Bataillone mit je vier Kompanien umfasste.
Unter dem 1860 zum Oberkommandierenden ernannten und zuvor aus dem preußischen Dienst verabschiedeten Generalmajor von Fransecky wurde das Regiment in kurzer Zeit waffentechnisch aufgerüstet, 1861 mit dem Zündnadelgewehr M/41 und 1864 mit dem Füsiliergewehr M/62.
Im Zuge des Beitritts Oldenburgs zum Norddeutschen Bund regelte eine Militärkonvention vom 15. Juli 1867 die Übernahme der oldenburgischen Streitkräfte in die Preußische Armee. Am 1. Oktober 1867 erhielt das nach preußischem Muster überformte und ausgestattete und wieder mit dem Zündnadelgewehr M/41 ausgerüstete Regiment die Bezeichnung Oldenburgisches Infanterie-Regiment Nr. 91. Die entsprechend umgestaltete Reiterei trug die Bezeichnung Oldenburgisches Dragoner-Regiment Nr. 19. Ihre Garnison blieb die Hauptstadt Oldenburg in Oldenburg und ihr Regimentschef war immer der Großherzog. Die Regimenter bildeten Teile der 19. Division im X. Armee-Korps.

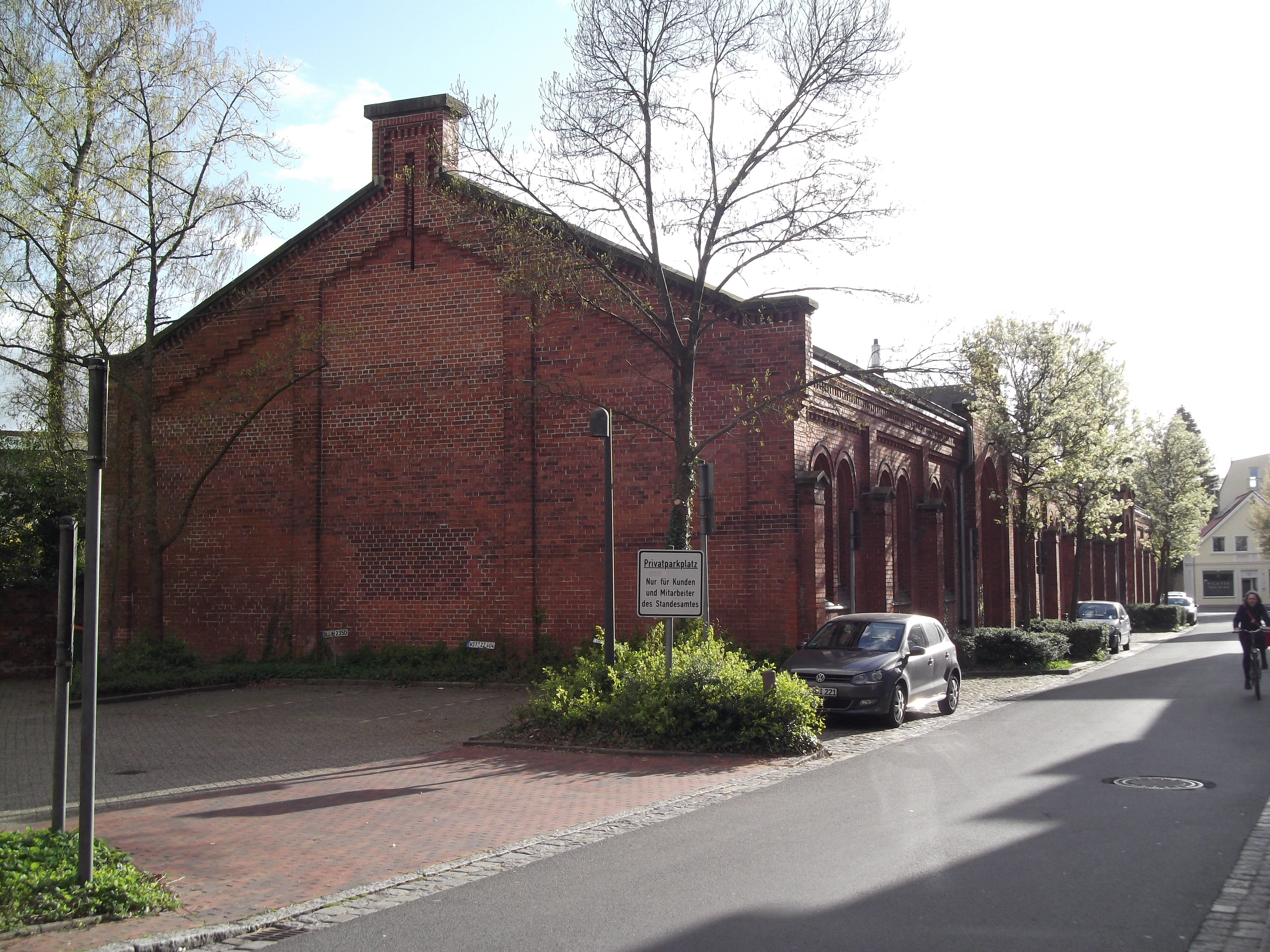
Ehemalige Exerzierhalle des Oldenburgischen Infanterie-Regiments Nr. 91. Erbaut 1879/80 auf dem Gelände des ehemaligen Kavalleriereitplatzes. Vermutlich bis 1930 militärisch genutzt.

 1883 wurde im Zuge einer preußischen Heeresreform ein IV. (Halb)Bataillon aufgestellt, das jedoch 1887 zur Aufstellung des Infanterie-Regiments Nr. 164 in Hameln wieder abgegeben wurde.
Ab 1897 führte das Regiment eine Kokarde in den oldenburgischen Landesfarben blau-rot-blau.
Die Ausrüstung mit Waffen wechselte mehrmals bis 1905 das Gewehr 98 eingeführt wurde.
Präsentiermarsch des Regiments war der Königlich Preußische Armee Marsch No. 1 A, Regimentsmarsch war der Königgrätzer Marsch.

## Literatur

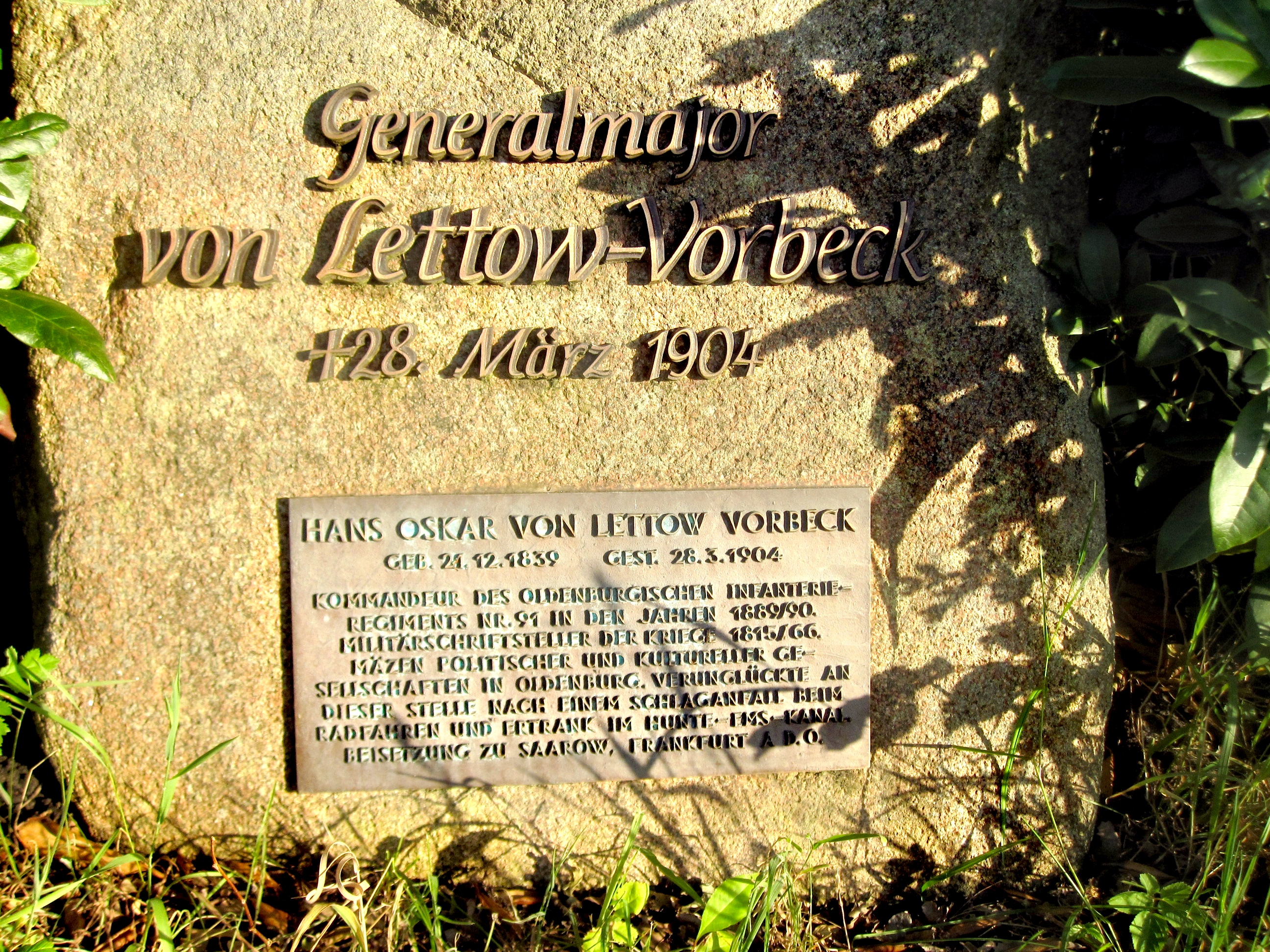
Gedenkstein für Kommandeur Hans Oskar von Lettow Vorbeck in OL, Nord-moslesfehner Straße

## Feldzüge

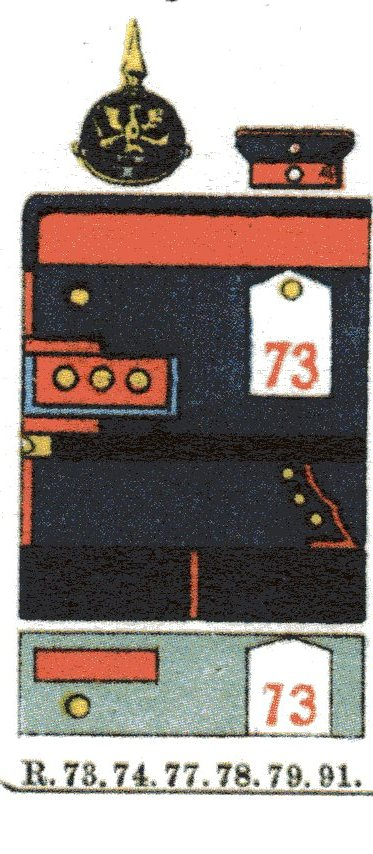
Uniformvorlage der Infanterie-Regimenter Nrn. 73, 74, 77, 78, 79 und 91 um 1912

### Befreiungskriege
Für die Befreiungskämpfe des Jahres 1814 wurde das Regiment nicht mehr rechtzeitig einsatzbereit.
Nach der Rückkehr Napoleons aus der Verbannung marschierte das Oldenburger Regiment 1815 nach Trier und schloss sich dem Norddeutschen Armeekorps unter General Friedrich von Kleist an. Der erste Kampfeinsatz erfolgte bei der Einschließung von Mézières bei Sedan und Montmédy. Dabei wurden zwei Geschütze erbeutet.

### Krieg um Schleswig-Holstein
Im Schleswig-Holsteinischen Krieg 1848/49 nahmen das 1. Regiment und das II. Bataillon des 2. Regimentes an den Gefechten von Sundewitt, Rübel und Stenderup teil.

### Deutscher Krieg
Im Deutschen Krieg kämpft das Regiment 1866 innerhalb der Oldenburgisch-Hanseatischen Brigade als Teil der Main-Armee bei Hochhausen und Werbach u. a. gegen das 1. Badische Leib-Grenadier-Regiment.

### Deutsch-Französischer Krieg
Im Krieg von 1870/71 gehörte das Regiment der 19. Division der 3. Armee unter Prinz Friedrich Karl an. Bei dem sogenannten Gefecht in den Tronviller Büschen bei Vionville erlitt das Regiment erhebliche Verluste und musste sich zurückziehen.
Bei der Belagerung von Metz kam es erneut zum Einsatz und nahm danach noch an mehreren Gefechten teil. Bis 1873 verblieb das Regiment als Besatzungstruppe in Frankreich.
|            | Offiziere: | Unteroffiziere und Mannschaften: |
| ---------- | ---------- | -------------------------------- |
| Tot:       | 16         | 217                              |
| Verwundet: | 25         | 455                              |
| Vermisst:  | 0          | 11                               |
| Gesamt:    | 41         | 683                              |

### Erster Weltkrieg

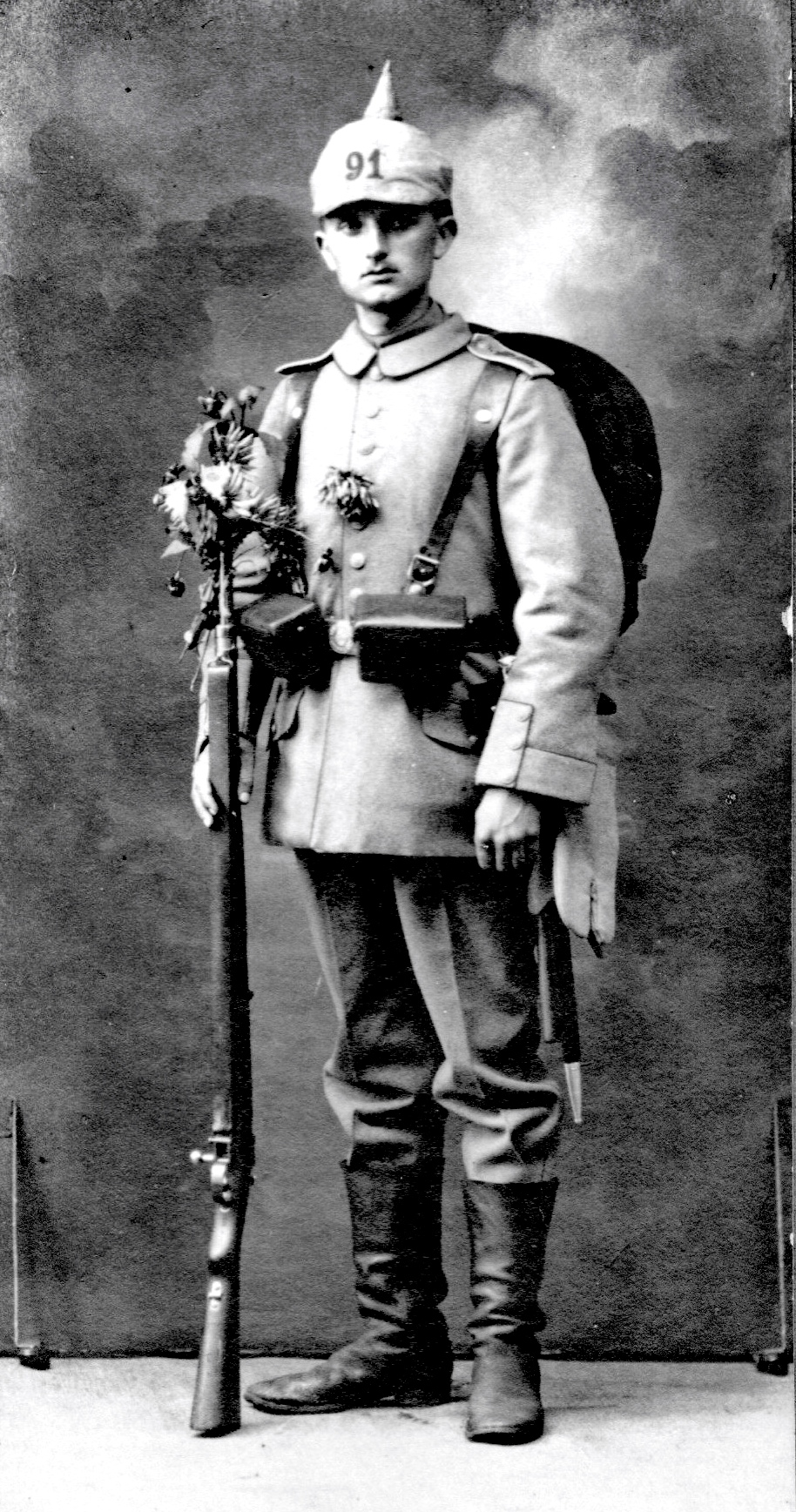
Ein feldgrauer 91er

Zu Beginn des Ersten Weltkriegs machte das Regiment am 2. August 1914 mobil und wurde während des Krieges sowohl an der West- wie auch an der Ostfront eingesetzt. Der Verband kämpfte bis Anfang Juli 1916 im Verbund mit der 37. Infanterie-Brigade, kam dann bis Ende des Monats zur 38. Infanterie-Brigade und kehrte anschließend zur 37. Infanterie-Brigade der 19. Infanterie-Division zurück.
|            | Offiziere: | Unteroffiziere und Mannschaften: |
| ---------- | ---------- | -------------------------------- |
| Tot:       | 107 (128)  | 3767 (4236)                      |
| Verwundet: | 167        | 9255                             |
| Gefangen:  | 28         | 821                              |
| Vermisst:  | 1          | 922                              |
| Gesamt:    | 303        | 14765                            |

Nach einer Mitteilung der Oldenburgischen Volkszeitung dienten im Regiment während des Krieges 20.989 Mannschaften und Offiziere (20.576 Mannschaften, 309 Reserveoffiziere und 104 Offiziere).

## Verbleib
Das Regiment kehrte nach dem Waffenstillstand von Compiègne am 28. Dezember 1918 über Osternburg nach Oldenburg zurück und wurde dort demobilisiert. Die meisten linksrheinischen Angehörigen waren bereits am 30. November beim Überqueren des Rheins entlassen worden, die Jahrgänge 1896 bis 1899 am 19. Dezember.
Vermutlich im März 1919 wurde aus den Überresten des Regiments sowie dem Restpersonal des IR 78 in Osnabrück das „Freikorps Oldenburg“ gebildet. Über Einsätze des Freikorps ist nichts bekannt, auch nicht, wann es aufgelöst wurde. Das 91er-Regiment wurde am 30. September 1919 aufgelöst; Leiter der Abwicklungskommission war Major Oskar Wantke (1872–1940).
Aus der Abwicklungskommission der 91er wurde am 14. Oktober 1919 unter Wantkes Führung die Sicherheitspolizei des Freistaats Oldenburg aufgestellt, die bereits 1920 in Oldenburgische Ordnungspolizei umbenannt wurde. Die überwiegende Zahl der Orpo-Offiziere wie Moritz von Drebber entstammte dem 91er-Regiment. Die Orpo residierte auch in der ehemaligen 91er-Kaserne am Pferdemarkt, später Polizeiamt, heute Landesbibliothek Oldenburg.
Die Tradition übernahm in der Reichswehr durch Erlass des Chefs der Heeresleitung, General der Infanterie Hans von Seeckt, vom 24. August 1921 die 10. Kompanie des 16. Infanterie-Regiments in Oldenburg. In der Wehrmacht führte das Infanterieregiment 16 die Tradition fort.

## Regimentschef
König Wilhelm I. ernannte Großherzog Peter II. am 1. Oktober 1867 zum Regimentschef. Nach dessen Tod übertrug Kaiser Wilhelm II. diese Würde am 23. Juni 1900 auf Großherzog Friedrich August.

## Kommandeure
| Dienstgrad            | Name                      | Datum                                                         |
| --------------------- | ------------------------- | ------------------------------------------------------------- |
| Oberst                | Peter Lehmann             | 25. September 1867 bis 17. Juli 1870                          |
| Oberst                | Alexander von Kameke      | 18. Juli bis 16. August 1870                                  |
| Oberstleutnant/Oberst | Wolfgang von Hagen        | 23. August 1870 bis 5. Juli 1875                              |
| Oberstleutnant        | Wilhelm von Lüderitz      | 06. Juli 1875 bis 3. Januar 1876 (mit der Führung beauftragt) |
| Oberstleutnant/Oberst | Wilhelm von Lüderitz      | 04. Januar 1876 bis 10. Februar 1879                          |
| Oberst                | Ludwig von Sobbe          | 11. Februar 1879 bis 23. Januar 1882                          |
| Oberst                | Rudolf Kurt von Hertzberg | 24. Januar 1882 bis 13. Juli 1885                             |
| Oberstleutnant        | Eugen von Vahlkampf       | 14. Juli bis 2. Dezember 1885 (mit der Führung beauftragt)    |
| Oberst                | Eugen von Vahlkampf       | 03. Dezember 1885 bis 15. Februar 1889                        |
| Oberst                | Oskar von Lettow-Vorbeck  | 16. Februar 1889 bis 23. März 1890                            |
| Oberst                | Arthur von Wangenheim     | 24. März 1890 bis 16. Juni 1893                               |
| Oberstleutnant/Oberst | Paul von Hindenburg       | 17. Juni 1893 bis 13. August 1896                             |
| Oberst                | Max von Kleist            | 14. August 1896 bis 15. Juni 1899                             |
| Oberst                | Hermann von Stenglin      | 16. Juni 1899 bis 21. April 1902                              |
| Oberst                | Hans von Eckenbrecher     | 22. April 1902 bis 9. April 1906                              |
| Oberst                | Wilhelm von der Lippe     | 10. April 1906 bis 30. August 1909                            |
| Oberst                | Karl von Beck             | 31. August 1909 bis 21. März 1913                             |
| Oberst                | Ferdinand von Stockhausen | 22. März 1913 bis 23. September 1914                          |
| Oberstleutnant        | Paul Grautoff             | 24. September 1914 bis 25. Januar 1915                        |
| Oberst                | Georg von Rode            | 26. Januar bis 25. Februar 1915                               |
| Major/Oberstleutnant  | Ernst von Hohnhorst       | 26. Februar 1915 bis 17. Januar 1919                          |
| Oberst                | Leopold von Ledebur       | 26. Januar bis 21. Mai 1919                                   |

## Erinnerungskultur

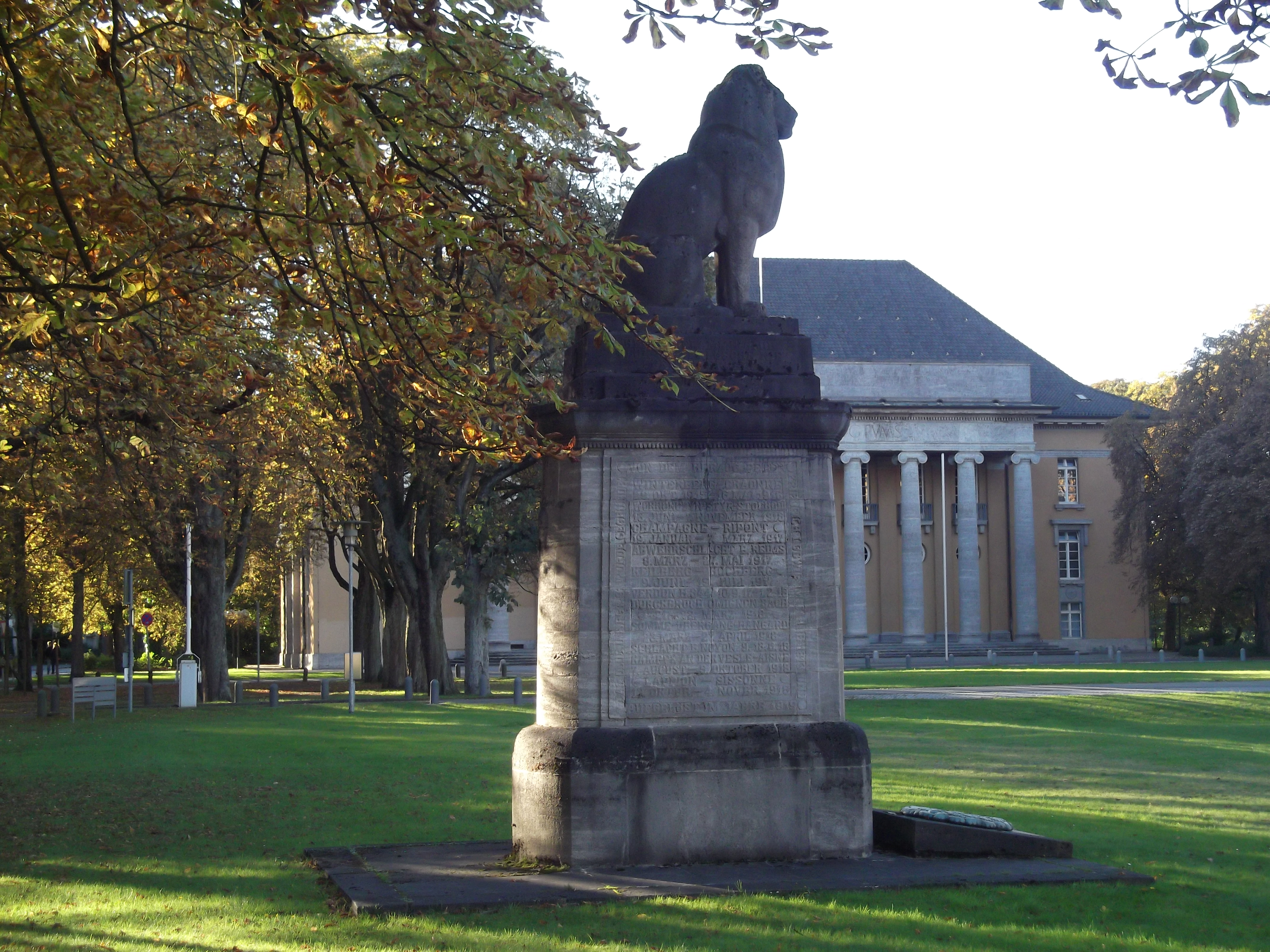
Ehrenmal des Oldenburgischen Infanterie-Regiments Nr. 91, Oldenburg, Theodor-Tantzen-Platz

1921 schuf Hugo Lederer das 91er-Denkmal nach dem Vorbild des Löwen von Chaironeia. Es wurde am 18. September 1921 in Anwesenheit von Generalfeldmarschall Paul von Hindenburg vor der Schlosswache auf dem Schlossplatz in Oldenburg für die im Ersten Weltkrieg Gefallenen des Regiments eingeweiht. 1960 verlegte man es an seinen heutigen Standort auf dem Theodor-Tantzen-Platz.
Vermutlich 1919 textete der oldenburgische Seminarlehrer Emil Pleitner das Lied der Einundneunziger nach einer Melodie von Paul Hötzel in sieben Strophen.
Heute ist in Oldenburg die 91er Straße nach dem Regiment benannt.
Am 30. September 2014 wurde die Regimentsfahne von der Luftlandebrigade 31 an das Stadtmuseum Oldenburg übergeben.